# طوق کبوتر
طوق کبوتر (عربی: طوق الحمامة) رساله‌ای است دربارهٔ عشق به قلم ابن حزم که در حدود سال ۱۰۲۲م. نگاشته شده‌است. این تنها اثر ادبی حزم است.
این اثر چند بار به انگلیسی ترجمه شده‌است. ای آر نیکل از مؤسسهٔ خاورشناسی شیکاگو کتاب را ترجمه کرد و در سال ۱۹۳۱ به چاپ رساند و ترجمهٔ آرتور آربری در سال ۱۹۵۱ به چاپ رسید.